# BMW X1 (F48)
BMW X1 F48 је субкомпактни кросовер друге генерације из BMW X1 серије возила, који је производила немачка фабрика аутомобила BMW од 2015. до 2022. године.

## Историјат
BMW је на салону аутомобила у Франкфурту септембра 2015. године представио другу генерацију модела X1 (интерне ознаке F48). За разлику од претходне генерације, друга генерација има у основној верзији погон на предњим точковима. Спољашњи дизајн представља комбинацију стила BMW серије 2 актив турер и модела X3.
Модел са већим међуосовинским растојањем (ознаке F49) представљен је на сајму аутомобила у Пекингу 2016. године и има 110 мм дуже међуосовинско растојање. Модели са дужим растојањем има исте моторе као F48, а такође је представљен нови хибридни модел са погоном на све точкове назван xDrive25Le. Ови модели се продају искључиво у Кини, а продаја је започела маја 2016. године. Модел xDrive25i се продаје као xDrive28i на северноамеричким тржиштима.

### Опрема
Заснован је на модуларној UKL2 платформи као модели Минија и BMW серије 2 актив турер. Ентеријер је класичан за баварске моделе, опрема укључује iDrive мултимедијални систем са 6,5-инчним екраном, унапређени опциони „хед-ап” дисплеј, активни темпомат, сиситем за упозорење за напуштање возне траке, упозорење на могући судар и појаву пешака испред возила уз аутоматско кочење. Сви модели имају алуминијумске фелне од 17 инча, кровни носач, електрично подизана врата пртљажника, платнена седишта и дељива стражња седишта са 40:20:40. Поред базне верзије у понуди су још четири пакета додатне опреме: Advantage, Sport Line, xLine и M Sport. X1 F48 нуди у Sport Line пакету спортска седишта, а у xLine и M Sport пакетима и грејна кожна седишта. Опционо, доступни су панорамски кров, надограђени iDrive навигација плус систем са 8,8-инчним екраном осетљивим на додир и „хед-ап” екраном.
Поређења ради, F48 има краће међуосовинско растојање у односу на E84 за 90 мм, али је шири за 23 мм и виши за 67 мм. Нова платформа је омогућила повећану унутрашњост простора за ноге, наслона за главу и рамена. Промена висине каросерије довела је до тога да су позиције за седење у моделу F48 више него код претходника. Задња клупа се може померати по клизачима напред-назад до 130 мм. Пртљажник је већи за 85 литара него раније, тако да износи 505 литар корисног простора.
На европским тестовима судара 2015. године, F48 је добио максималних пет звездица за безбедност.

## Мотори
Уграђују се мотори, бензински од 1.5 (136, 140 КС), 2.0 (192 и 231 КС) и дизел мотори од 1.5 (116 КС) и 2.0 (150, 190 и 231 КС).
У септембру 2019. године BMW је представио X1 xDrive25e плаг-ин хибридни модел, који комбинује 1.5-литарски троцилиндрични бензински мотор и електрични мотор, укупне снаге 220 КС и 385 Nm обртног момента. Бензински мотор је упарен са 6-степеним стептроник аутоматским мењачем. Домет самог електромотора је према Новом европском возном циклусу (NEDC) 57 км.
| BMW X1 (F48)       | sDrive18i            | sDrive18i            | sDrive20i                 | xDrive20i                | xDrive25i/ xDrive28i (САД) |
| ------------------ | -------------------- | -------------------- | ------------------------- | ------------------------ | -------------------------- |
| Врста мотора       | троцилиндрични-редни | троцилиндрични-редни | четвороцилиндрични-редни  | четвороцилиндрични-редни | четвороцилиндрични-редни   |
| Запремина          | 1499 cm³             | 1499 cm³             | 1998 cm³                  | 1998 cm³                 | 1998 cm³                   |
| Код мотора         | BMW B38 A15M0        | BMW B38 A15M1        | BMW B48 A20M1             | BMW B48 A20M0            | BMW B48 B20O0              |
| Снага              | 100 kW (130 КС)      | 103 kW (138 КС)      | 141 kW (189 КС)           | 141 kW (189 КС)          | 170 kW (230 КС)            |
| Обртни момент      | 220 Nm/1400–4300     | 220 Nm/1480–4200     | 280 Nm/1350–4600          | 280 Nm/1350–4600         | 350 Nm/1250–4500           |
| Мењач              | 6° мануелни          | 6° мануелни          | 7° са двоструким квачилом | 8° аутоматик             | 8° аутоматик               |
| Погон              | напред               | напред               | напред                    | 4×4                      | 4×4                        |
| Убрзање 0–100 km/h | 9,7 сек.             | 9,6 сек.             | 7,6 сек.                  | 7,4 сек.                 | 6,5 сек.                   |
| Брзина             | 204 km/h             | 205 km/h             | 226 km/h                  | 223 km/h                 | 235 km/h                   |
| Потрошња горива    | 5,1–5,3 l            | 5,5–5,8 l            | 5,7–5,8 l                 | 6,3–6,4 l                | 6,4–6,6 l                  |
| Норма              | Euro 6               | Euro 6               | Euro 6                    | Euro 6                   | Euro 6                     |
| Резервоар          | 51 литар             | 51 литар             | 51 литар                  | 61 литар                 | 61 литар                   |

| BMW X1 (F48)       | sDrive16d            | sDrive18d                | xDrive18d                | sDrive20d                | xDrive20d                | xDrive20d                | xDrive25d                |
| ------------------ | -------------------- | ------------------------ | ------------------------ | ------------------------ | ------------------------ | ------------------------ | ------------------------ |
| Врста мотора       | троцилиндрични-редни | четвороцилиндрични-редни | четвороцилиндрични-редни | четвороцилиндрични-редни | четвороцилиндрични-редни | четвороцилиндрични-редни | четвороцилиндрични-редни |
| Запремина          | 1496 cm³             | 1995 cm³                 | 1995 cm³                 | 1995 cm³                 | 1995 cm³                 | 1995 cm³                 | 1995 cm³                 |
| Код мотора         | BMW B37 C15U0        | BMW B47 C20U0            | BMW B47 C20U0            | BMW B47 C20O1            | BMW B47 C20O0            | BMW B47 C20O1            | BMW B47 C20T0            |
| Снага              | 85 kW (114 КС)       | 110 kW (150 КС)          | 110 kW (150 КС)          | 140 kW (190 КС)          | 140 kW (190 КС)          | 140 kW (190 КС)          | 170 kW (230 КС)          |
| Обртни момент      | 270 Nm/1750–2250     | 330 Nm/1750–2750         | 330 Nm/1750–2750         | 400 Nm/1750–2500         | 400 Nm/1750–2500         | 400 Nm/1750–2500         | 450 Nm/1500–3000         |
| Мењач              | 6° мануелни          | 6° мануелни              | 6° мануелни              | 8° аутоматик             | 6° мануелни              | 8° аутоматик             | 8° аутоматик             |
| Погон              | напред               | напред                   | 4×4                      | напред                   | 4×4                      | 4×4                      | 4×4                      |
| Убрзање 0–100 km/h | 11,1 сек.            | 9,3 сек.                 | 9,3 сек.                 | 7,9 сек.                 | 7,6 сек.                 | 7,8 сек.                 | 6,6 сек.                 |
| Брзина             | 190 km/h             | 205 km/h                 | 204 km/h                 | 222 km/h                 | 220 km/h                 | 219 km/h                 | 235 km/h                 |
| Потрошња горива    | 3,9 l                | 4,1–4,3 l                | 4,8–5,0 l                | 4,4–4,7 l                | 4,8–5,1 l                | 4,7–5,0 l                | 4,9–5,2 l                |
| Норма              | Euro 6               | Euro 6                   | Euro 6                   | Euro 6                   | Euro 6                   | Euro 6                   | Euro 6                   |
| Резервоар          | 51 литар             | 51 литар                 | 51 литар                 | 51 литар                 | 51 литар                 | 51 литар                 | 51 литар                 |

## Галерија
- Задњи део
- Унутрашњост
- Предњи део, редизајн
- Задњи део, редизајн